# 581 (numero)
Cinquecentottantuno (581) è il numero naturale dopo il 580 e prima del 582.

## Proprietà matematiche
- È un numero dispari.
- È un numero composto da 4 divisori: 1, 7, 83, 581. Poiché la somma dei suoi divisori (escluso il numero stesso) è 91 < 581, è un numero difettivo.
- È un numero semiprimo.
- È un numero omirpimes.
- È la somma di tre numeri primi consecutivi (191 + 193 + 197).
- È un numero palindromo e un numero ondulante nel sistema di numerazione posizionale a base 20 (191).
- È un numero congruente.
- È un numero nontotiente in quanto dispari e diverso da 1.
- È un numero intero privo di quadrati.
- È un numero malvagio.
- È parte delle terne pitagoriche (581, 1992, 2075), (581, 3420, 3469), (581, 24108, 24115), (581, 168780, 168781).

## Astronomia
- 581 Tauntonia è un asteroide della fascia principale del sistema solare.
- NGC 581 è un ammasso aperto della costellazione di Cassiopea.

## Astronautica
- Cosmos 581 è un satellite artificiale russo.